# 大口鰜
大口鰜俗名皇帝魚，為輻鰭魚綱鰈形目鰜亞目鰜科的其中一種。

## 分布
本魚分布於印度西太平洋區，包括東非、南非、塞舌爾群島、馬達加斯加、毛里求斯、波斯灣、斯里蘭卡、印度、巴基斯坦、伊朗、孟加拉、緬甸、馬來西亞、越南、泰國、柬埔寨、日本、中國、菲律賓、印尼、新幾內亞、澳大利亚等海域。

## 深度
水深1至100米。

## 特徵
本魚體極側扁，略呈卵圓形；兩眼同側，或左或右，特徵是口特別大且具利齒。體暗褐色，鱗片細小，尾鰭圓形，背鰭硬棘9至11枚；背鰭軟條38至45枚；臀鰭硬棘1枚；臀鰭軟條33至43枚；脊椎骨23至25個，體長可達64公分。

## 生態
本魚為底棲性魚類，在秋冬季節會遷移到淺海區。仔稚魚時期兩眼左右對稱，成長後逐漸移至左側。平時大多停棲於海底，將身體藏至泥沙中，可隨環境略改變體色，屬肉食性，以小魚和小型甲殼動物為食。

## 經濟利用
食用魚，適合油煎後紅燒食用。